# Herb Puszczykowa
Herb Puszczykowa – jeden z symboli miasta Puszczykowo w postaci herbu. Herb używany jest od 1962 roku.

## Wygląd i symbolika
Herb przedstawia na tarczy czwórdzielnej wizerunki puszczyka, słońca, wody i lasu. Puszczyk jest barwy złotej i umieszczony jest na czerwonej tarczy. Słońce jest barwy złotej i umieszczone jest na niebieskiej tarczy. Woda jest barwy niebieskiej i umieszczona jest na czerwonej tarczy. Las jest barwy zielonej i umieszczony jest na złotej tarczy.
Puszczyk nawiązuje do nazwy miasta, Słońce symbolizuje letniskowy charakter miasta, woda symbolizuje przepływającą przez miasto rzekę Wartę, las symbolizuje lasy Wielkopolskiego Parku Narodowego.